# Claudia Opitz-Belakhal
Claudia Opitz-Belakhal, auch Claudia Opitz (* 2. Dezember 1955 in Friedrichshafen), ist eine deutsche Historikerin.

## Leben
Claudia Opitz studierte von 1974 bis 1980 Geschichte, Germanistik und Soziologie an der Universität Konstanz. 1985 promovierte sie dort über weibliche Biographien des 13. und 14. Jahrhunderts. 1991 wurde Claudia Opitz-Belakhal ebendort mit der Arbeit Militärreformen zwischen Bürokratisierung und Adelsreaktion. Das französische Offizierskorps 1770–1789 habilitiert. Im selben Jahr wurde sie Professorin für Neuere Geschichte am Historischen Seminar der Universität Hamburg. Seit 1994 ist sie ordentliche Professorin für Neuere Geschichte an der Universität Basel.
Ihre Forschungsschwerpunkte sind die Frauen- und Geschlechtergeschichte, die französische Geschichte des 15. bis 18. Jahrhunderts und die Aufklärungsforschung. Die Historikerin gehört dem Beirat der Zeitschrift Feministische Studien an.
Opitz-Belakhal ist verheiratet und hat zwei Kinder.

## Schriften (Auswahl)
- Frauenalltag im Mittelalter. Biographien des 13. und 14. Jahrhunderts (= Ergebnisse der Frauenforschung. Band 5). Beltz, Weinheim/Basel 1985; 2. Auflage ebenda 1987 (zugleich Dissertation, Universität Konstanz, 1984).
- Evatöchter und Bräute Christi. Weiblicher Lebenszusammenhang und Frauenkultur im Mittelalter. Deutscher Studien-Verlag, Weinheim 1990.
- Militärreformen zwischen Bürokratisierung und Adelsreaktion. Das französische Kriegsministerium und seine Reformen im Offizierskorps von 1760–1790. Thorbecke, Sigmaringen 1994 (zugleich Habilitationsschrift, Universität Konstanz, 1991; Digitalisat).
- als Hrsg. mit Elke Kleinau: Geschichte der Mädchen- und Frauenbildung. 2 Bände. Frankfurt am Main 1996.
- Aufklärung der Geschlechter, Revolution der Geschlechterordnung. Studien zur Politik- und Kulturgeschichte des 18. Jahrhunderts. Waxmann, Münster 2002.
- Um-Ordnungen der Geschlechter. Einführung in die Geschlechtergeschichte. Ed. diskord, Tübingen 2005.
- Das Universum des Jean Bodin. Staatsbildung, Macht und Geschlecht im 16. Jahrhundert. Campus, Frankfurt am Main 2006.
- Geschlechtergeschichte. Campus, Frankfurt am Main 2010.